# Gorch-Fock-Klasse
Die Gorch-Fock-Klasse ist eine aus sechs Schiffen bestehende Klasse von Segelschulschiffen. Vier dieser Schiffe wurden für die deutsche Kriegsmarine, jeweils eines für die Rumänische Marine und die Bundesmarine gebaut. Alle entstanden auf der Hamburger Werft Blohm & Voss. Fünf Schiffe der Gorch-Fock-Klasse existieren bis heute, davon dienen vier noch immer als Segelschulschiffe in verschiedenen Marinen. Namensgeber dieser Klasse ist das namensgleiche erste, 1933 gebaute Schiff dieser Klasse, die Gorch Fock, die im Stralsunder Hafen liegt.

## Geschichte
Die Kaiserliche Marine stellte 1909 mit der Charlotte ihr letztes Segelschulschiff außer Dienst. Die Ausbildung der Seekadetten und Schiffsjungen übernahmen die für diesen Zweck umgebauten Schiffe der Victoria-Louise-Klasse. Erst 1922 kam mit der Niobe wieder ein Segelschulschiff in der Reichsmarine zum Einsatz. Dieses ging am 26. Juli 1932 infolge einer Weißen Bö nahe Fehmarn unter, wobei 69 Mann der Besatzung ertranken. Da die Reichsmarine aber auf eine Ausbildung auf Segelschiffen nicht verzichten wollte, wurden von mehreren Werften Entwürfe für ein neues Schiff angefordert. Dabei wurde besonderer Wert auf die Stabilität des Schiffes gelegt. Eine Übertakelung wie bei der Niobe sollte unbedingt vermieden werden. Den Zuschlag erhielt letztlich Blohm & Voss, wo am 3. Mai 1933 nach sehr kurzer Bauzeit das nach dem Schriftsteller Gorch Fock getaufte neue Segelschulschiff vom Stapel lief.
Die Gorch Fock bewährte sich sehr gut. Da ihre Kapazität durch die verstärkte Aufrüstung der Kriegsmarine schon bald nicht mehr ausreichte, wurden zwischen 1936 und 1939 drei weitere Schiffe zum Stückpreis von rund 2,4 Mio. Mark bei Blohm & Voss bestellt. Diese wurden nach geringfügig modifizierten Plänen gebaut und fielen etwas größer aus als das Typschiff. Das Königreich Rumänien beauftragte die Werft 1938 mit dem Bau des fünften Schiffs der Klasse, das als einziges exakt baugleich mit dem Typschiff ist. Mit Ausnahme der kriegsbedingt nicht fertiggestellten Herbert Norkus wurden alle Schiffe vor und während des Zweiten Weltkrieges als Schulschiffe eingesetzt.
Nach Kriegsende wurden alle fünf Einheiten zu alliierter Kriegsbeute. Während die Mircea an Rumänien zurückging, blieb die Gorch Fock als Towarischtsch in sowjetischem Besitz. Die Horst Wessel ging an die Vereinigten Staaten, die Albert Leo Schlageter zunächst an die Vereinigten Staaten und dann 1948 an Brasilien. Die Herbert Norkus wurde 1947 mit Gasmunition beladen im Skagerrak versenkt. Für sie vorgesehene Teile wurden 1958 von Blohm & Voss beim Bau des sechsten Schiffs der Klasse verwendet, das erneut den Namen Gorch Fock erhielt und im Dienst der Deutschen Marine steht. Während das Typschiff der Klasse seit 2003 wieder unter altem Namen als nicht seefähiges Museumsschiff in Stralsund liegt, sind die verbleibenden vier Einheiten weiterhin als Segelschulschiffe in Deutschland, den Vereinigten Staaten, Portugal und Rumänien im Dienst.

## Schiffe der Klasse
- Gorch Fock: Das Schiff lief am 3. Mai 1933 vom Stapel. Bis zum September 1939 und erneut von April 1944 an wurde es als Schulschiff der Kriegsmarine eingesetzt. Am 1. Mai 1945 wurde die Gorch Fock im Strelasund von der eigenen Besatzung versenkt. 1948 hoben die Sowjets das Schiff und setzten es nach der Reparatur als Towarischtsch ein.[4] Nach zweijährigem Dienst in der ukrainischen Marine wurde das Schiff 1993 deaktiviert. 1999 kam es nach Wilhelmshaven und ging 2003 in den Besitz des Vereins „Tall-Ship Friends“ über. Im selben Jahr wurde das Schiff nach Stralsund verbracht und erhielt dort seinen alten Namen zurück.
- Horst Wessel: Der Stapellauf des Schiffs erfolgte am 13. Juni 1936. Bis Anfang September 1939 sowie von April 1943 bis Mai 1945 stand es als Schulschiff im Dienst der Kriegsmarine. Nach Kriegsende wurde das Schiff in die Vereinigten Staaten überführt. Dort dient es unter dem neuen Namen USCGC Eagle als Schulschiff der United States Coast Guard.[5]
- Albert Leo Schlageter: Am 30. Oktober 1937 lief das Schiff in Hamburg vom Stapel. Von Februar 1938 bis September 1939 und erneut von Januar 1944 bis Mai 1945 diente die Albert Leo Schlageter als Schulschiff der Kriegsmarine. 1945 wurde es in Flensburg von den Alliierten beschlagnahmt.[6] 1948 wurde das Schiff an Brasilien verkauft und dort bis 1961 als Guanabara eingesetzt. Anschließend erwarb Portugal das Schiff. Als Sagres steht es bis heute als Segelschulschiff im Dienst der portugiesischen Marine.
- Mircea: Das einzige nicht für Deutschland gebaute Schiff der Klasse lief am 22. September 1938 vom Stapel. Nach dem Zweiten Weltkrieg wurde die Mircea von der Sowjetunion beschlagnahmt, aber nach kurzer Zeit an Rumänien zurückgegeben. Das Schiff steht noch immer als Segelschulschiff im Dienst der rumänischen Marine.
- Herbert Norkus: Das vierte Segelschulschiff der Kriegsmarine lief am 7. November 1939 vom Stapel. Dabei handelte es sich um einen Notstapellauf, um die Helling für den kriegswichtigen U-Boot-Bau freizubekommen. Das Schiff lag während des Zweiten Weltkriegs an der Werft, wurde aber nicht fertiggestellt. Nach Kriegsende bestand seitens der Alliierten die Absicht, das Schiff an Brasilien zu verkaufen, was aber aufgrund von erlittenen Kriegsschäden unterblieb. Die Herbert Norkus wurde 1947 mit Gasmunition beladen im Skagerrak versenkt. Die auf der Werft eingelagerten Teile der Takelage wurde später für den Bau des letzten Schiffs der Klasse verwendet.[7]
- Gorch Fock: Die neu aufgestellte Bundesmarine ließ mit den bei Blohm & Voss vorhandenen Teilen der Herbert Norkus ein neues Segelschulschiff nach den Plänen der Gorch Fock bzw. Horst Wessel bauen. Das Schiff stand am 23. August 1958 für den Stapellauf bereit. Seit dem 17. Dezember 1958 steht das erneut Gorch Fock genannte Schulschiff im Dienst der Deutschen Marine.[8]

Anfang der 1980er Jahre wurden auf der Werft Celaya in der spanischen Stadt Bilbao vier Segelschulschiffe gebaut, die starke Ähnlichkeiten mit der Gorch-Fock-Klasse aufweisen: die Cuauhtémoc für die Marine Mexikos, die Gloria für die Kolumbianische Marine, die Guayas für die ecuadorianische Marine und die Simón Bolívar für die venezolanische Marine. Diese Schiffe gelten allgemein jedoch nicht als Schwesterschiffe der Gorch Fock.
| Name | Gorch Fock                                  | Eagle                          | Sagres II                                         | Mircea    | Gorch Fock (II) |
| --- | ------------------------------------------- | ------------------------------ | ------------------------------------------------- | --------- | --------------- |
| Ex-Namen | Gorch Fock Tovarischtsch                    | Horst Wessel                   | Albert Leo Schlageter Guanabara                   | -         | -               |
| Nationen | Deutschland Sowjetunion Ukraine Deutschland | Deutschland USA seit 15.5.1946 | Deutschland kurz USA Brasilien seit 1961 Portugal | Rumänien  | Deutschland     |
| Heimathafen | Stralsund                                   | New London (USA)               | Lissabon                                          | Constanza | Kiel            |
| Baujahr | 1933                                        | 1936                           | 1937                                              | 1938      | 1958            |
| LüA | 82,10 m                                     | 89,70 m                        | 89,48 m                                           | 82,10 m   | 89,30 m         |
| Länge Rumpf | 73,70 m                                     | 80,70 m                        | 81,28 m                                           | 73,70 m   | 81,20 m         |
| Segelfläche | 1750 m²                                     | 1983 m²                        | 1796 m²                                           | 1748 m²   | 2037 m²         |
| Anzahl Segel | 23                                          | 22                             | 23                                                | 23        | 23              |
| Daneben gibt es Nachbauten einer Werft aus Bilbao, die sich nur in den Aufbauten und der Tankgröße unterscheiden: Gloria (1967) für Kolumbien, Guayas (1976) für Ecuador, Simón Bolivar (1979) für Venezuela, Cuauhtémoc (1982) für Mexiko. |                                             |                                |                                                   |           |                 |

## Technik

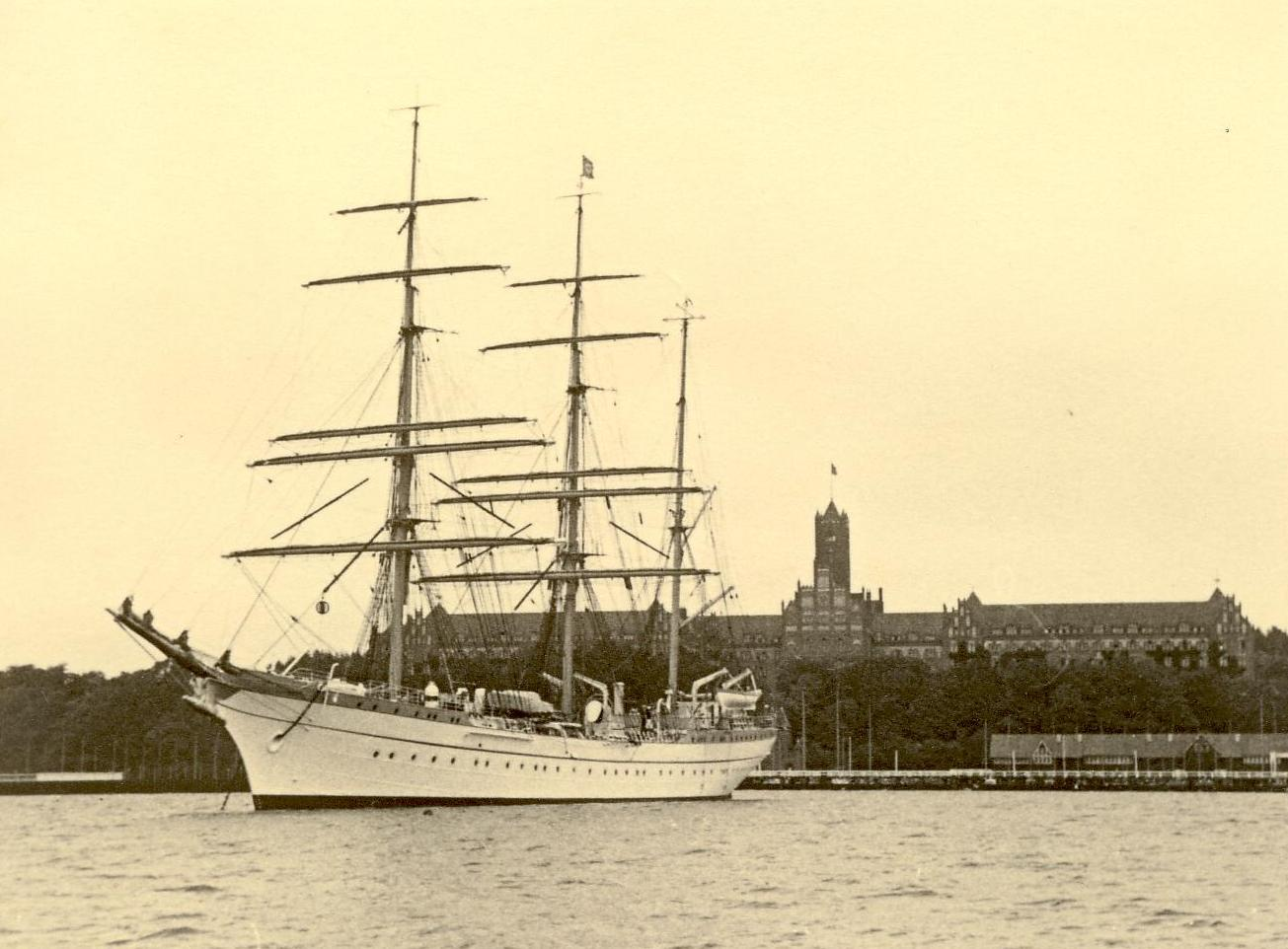
Die Horst Wessel (heute Eagle) vor der Marineschule Mürwik 1937

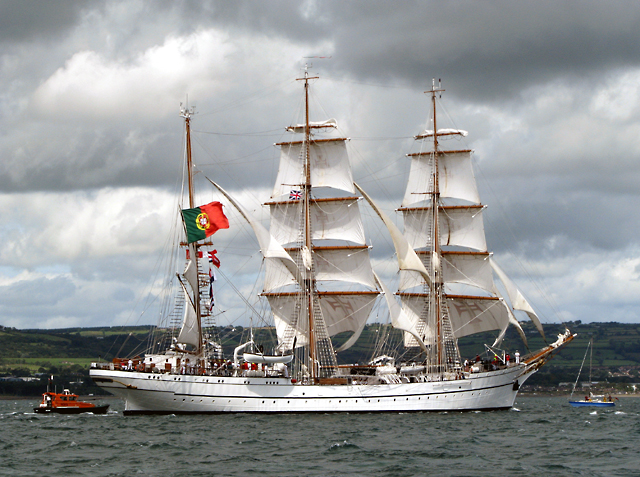
Die Sagres 2009 in Belfast

Der Rumpf der Schiffe besteht aus Stahl und ist mit Querspanten versehen. Seine größte Breite liegt bei 12,0 m. Der ursprüngliche Entwurf, nach dem die Gorch Fock (I) und die Mircea gebaut sind, weist eine Gesamtlänge von 74,0 m auf. Die Wasserlinie beider Schiffe misst 62,0 m, der Tiefgang beträgt 4,8 m. Die maximale Verdrängung beträgt 1.500 t, wobei die konstruktive Verdrängung mit 1.354 t berechnet wurde.
Die vier anderen Einheiten der Klasse sind 89,0 m über alles und 70,0 m in der Wasserlinie lang. Ihr Tiefgang beträgt 5,0 m, was der auf 1.750 t gesteigerten Maximalverdrängung geschuldet ist. Die konstruktive Verdrängung stieg gegenüber dem Typschiff auf 1.634 t.

### Takelage
Die Schiffe der Gorch-Fock-Klasse sind als Barken getakelt. An den drei Masten können 23 Segel mit einer Gesamtfläche von 1800 m² bei Gorch Fock (I) und Mircea bzw. 1934 bis 1974 m² bei den anderen Schiffen gesetzt werden. Sowohl Mars- als auch Besansegel sind geteilt ausgeführt. Die Takelage stellte den Hauptantrieb der Gorch-Fock-Klasse dar und ermöglicht den Einheiten Spitzengeschwindigkeiten bis über 16 kn.

### Hilfsantrieb
Zusätzlich zur Takelage verfügen die Schiffe über einen Hilfsantrieb. Die Gorch Fock (I) wurde von einem sechszylindrigen Viertakt-Dieselmotor des Herstellers MAN angetrieben. Dieser leistete 520 PS und wirkte auf eine Schraube mit 1,39 m Durchmesser. Der Dieselantrieb ermöglichte dem Schiff eine Höchstgeschwindigkeit von 8 kn. Bei den nachfolgenden Schiffen wurde ein Achtzylinder-Zweitakt-Dieselmotor mit 750 PS eingebaut. In Verbindung mit der dreiflügeligen Schraube mit 2,5 m Durchmesser ermöglichte der Antrieb eine Höchstgeschwindigkeit von 10 kn.

### Bewaffnung
Da die Gorch-Fock-Klasse zur seemännischen Ausbildung gedacht ist, verfügten die Schiffe ursprünglich nicht über eine Bewaffnung. Während des Zweiten Weltkrieges erhielten die drei in der Kriegsmarine eingesetzten Schiffe je acht Flugabwehrkanonen des Kalibers 2 cm.

## Besatzung
Die Besatzung der Schiffe der Gorch-Fock-Klasse setzt sich aus einer Stammbesatzung und den für den Ausbildungszeitraum an Bord befindlichen Offiziers- unter Unteroffiziersanwärtern zusammen. Die Stammbesatzung der Gorch Fock (I) bestand aus neun Offizieren und 58 Unteroffizieren und Mannschaften, zu denen 198 Auszubildende kamen. Bei den nachfolgenden Schiffen blieb die Zahl der Offiziere gleich, jedoch stieg die Zahl der niederen Dienstgrade auf 69. Auch finden bis zu 220 Kadetten an Bord Platz.